# Гоффман, Бенеш
Бенеш (Банеш) Гоффман (Хоффман) (Banesh Hoffmann; 6 сентября 1906 г., Ричмонд, Англия — 5 августа 1986 г., Нью-Йорк, США) — англо-американский учёный, математик и физик. Известен близостью к Эйнштейну.
Эмерит-профессор Куинз-колледжа Городского университета Нью-Йорка.

## Биография
Родился в семье польских еврейских эмигрантов.
Окончил оксфордский Мертон-колледж (бакалавр, 1929). Степень доктора философии получил в 1932 году в Принстонском университете, занимался там с Освальдом Вебленом.
Работал в Рочестерском университете.
С 1935 года член Института перспективных исследований в Принстоне, где сотрудничал с Альбертом Эйнштейном и Леопольдом Инфельдом. Сначала с ним начал работать Инфельд, который затем предложил предложить их сотрудничество Эйнштейну. В 1938 году вышла их троих совместная работа «Гравитационные уравнения и проблема движения» («The Gravitational Equations and the Problem of Motion»). С Эйнштейном Гоффман сохранит тесные также и дружеские отношения до конца его жизни.
С 1937 года преподавал в Куинз-колледже Городского университета Нью-Йорка, профессор, с 1977 года в отставке, эмерит.
В 1966-1967 годах ассоциированный исследователь Гарвардского университета.
Консультант Westinghouse Science Talent Search.
Ранний и последовательный критик педагогического тестирования.
Член Американского физического общества и Американского математического общества.
Состоял членом Baker Street Irregulars.
Отмечен премией Gravity Research Foundation (1964) и Science Writing Award (1973).
Гражданин США с 1940 года.
Женат с 1938 года, двое детей.
На кафедре математики ставшего для него родным нью-йоркского Куинз-колледжа вручается Banesh Hoffman Memorial Award.
Автор более ста работ, переводившихся на иностранные языки. Первая книга — The Strange Story of the Quantum (1947). Соавтор, вместе с Хелен Дукас, посвящённой Эйнштейну книги Albert Einstein: Creator and Rebel (1972).